# Parisia
Parisia is een geslacht van kreeftachtigen uit de klasse van de Malacostraca (hogere kreeftachtigen).

## Soorten
- Parisia deharvengi Cai & Ng, 2009
- Parisia dentata Gurney, 1984
- Parisia edentata Holthuis, 1956
- Parisia gracilis W.D. Williams, 1964
- Parisia holthuisi Cai, 2010
- Parisia macrophora Cai & Anker, 2004
- Parisia macrophthalma Holthuis, 1956
- Parisia microphthalma (Fage, 1946)
- Parisia unguis W.D. Williams, 1964